# Dům čp. 2 (Frenštát pod Radhoštěm)
Dům čp. 2 je měšťanský jednopatrový dům na jižní straně náměstí Míru ve Frenštátě pod Radhoštěm v okrese Nový Jičín. Objekt je památkově chráněn.

## Popis
Jako první vlastník je písemně zmíněn Kryštof Kladerubský (1608). Původní zdivo je z období baroka (z doby kolem roku 1700). Dům má dochované barokní podloubí se třemi arkádami. Na fasádě se nachází šest obdélníkových oken, z nichž dvě prostřední jsou ukončena půlkruhem. Radikální přestavbu provedl v roce 1899 místní stavební a tesařský mistr Jan Parma. Plocha podloubí je tvořena mozaikou z potočních oblázků usazených nastojato. Mozaika má různé motivy (kruhové, čtvercové). Na fasádě je umístěna pamětní deska místního rodáka Břetislava Bartoše, který v tomto domě žil.

## Majitelé
- Kryštof Kladerubský (1608)
- Jan Michna (1626)
- Václav Michna (1652), jeho vdova Magdaléna (1682), jež se provdala za Jiříka Kalužu (Kalus)
- Martin Kaluža (1708)
- Jan Kaluža (1731)
- Jan Ostrazius (1771)
- Jan Kalus mladší (1778)
- Kašpar Kalus (1819)
- Ferdinand Parma (1847)[2]

## Fotogalerie

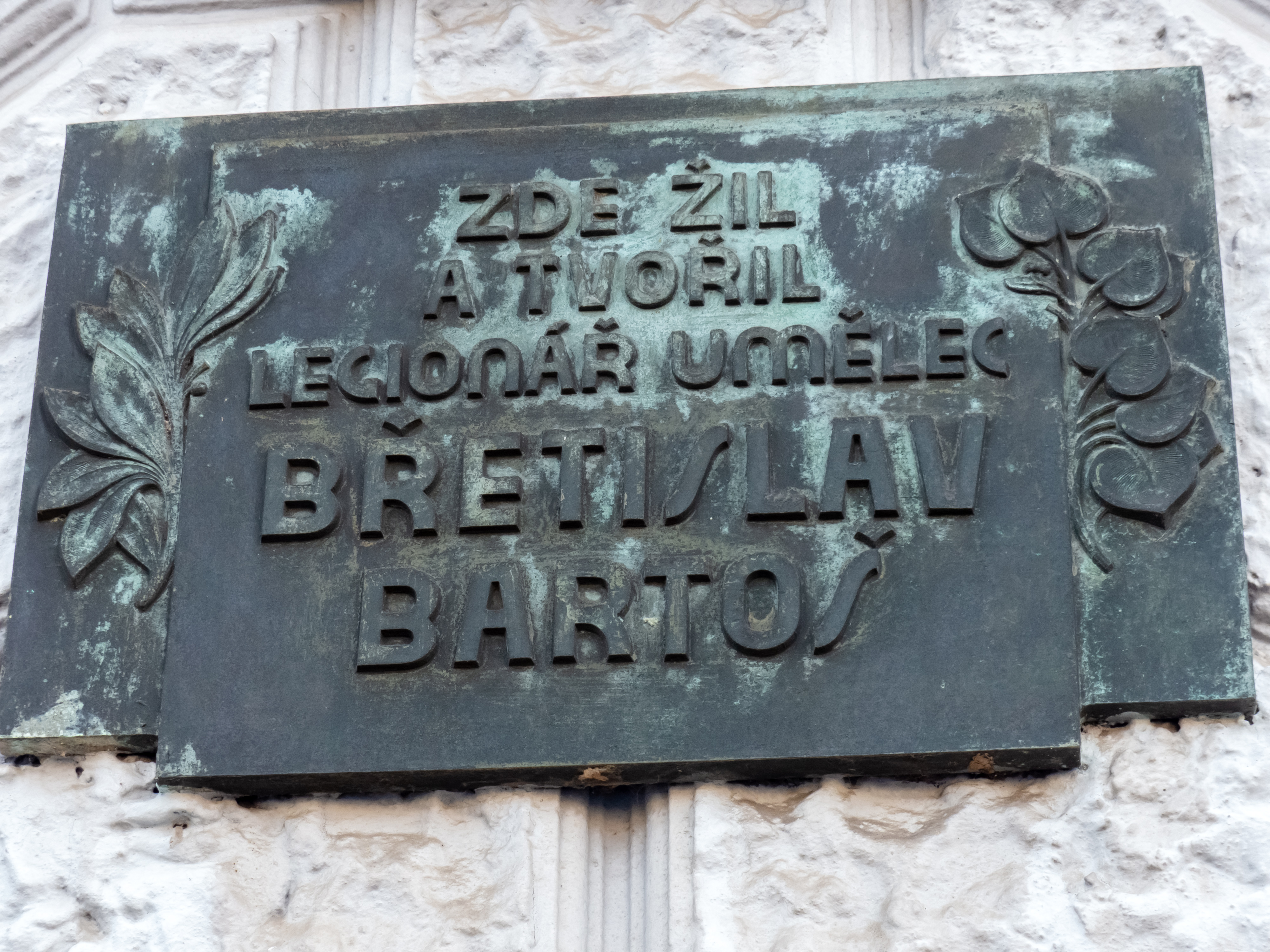
Pamětní deska Břetislava Bartoše
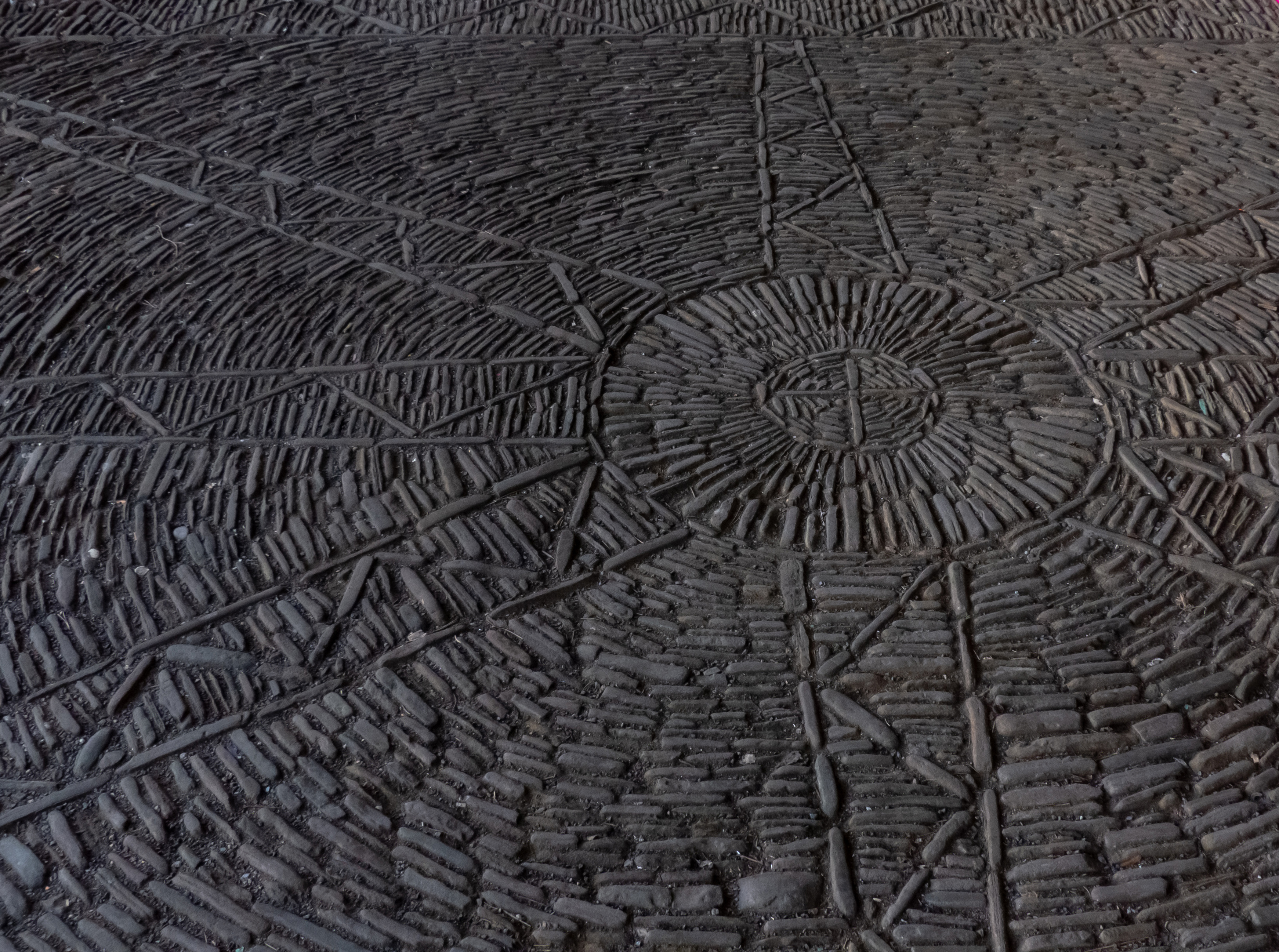
Dlažba v podloubí domu
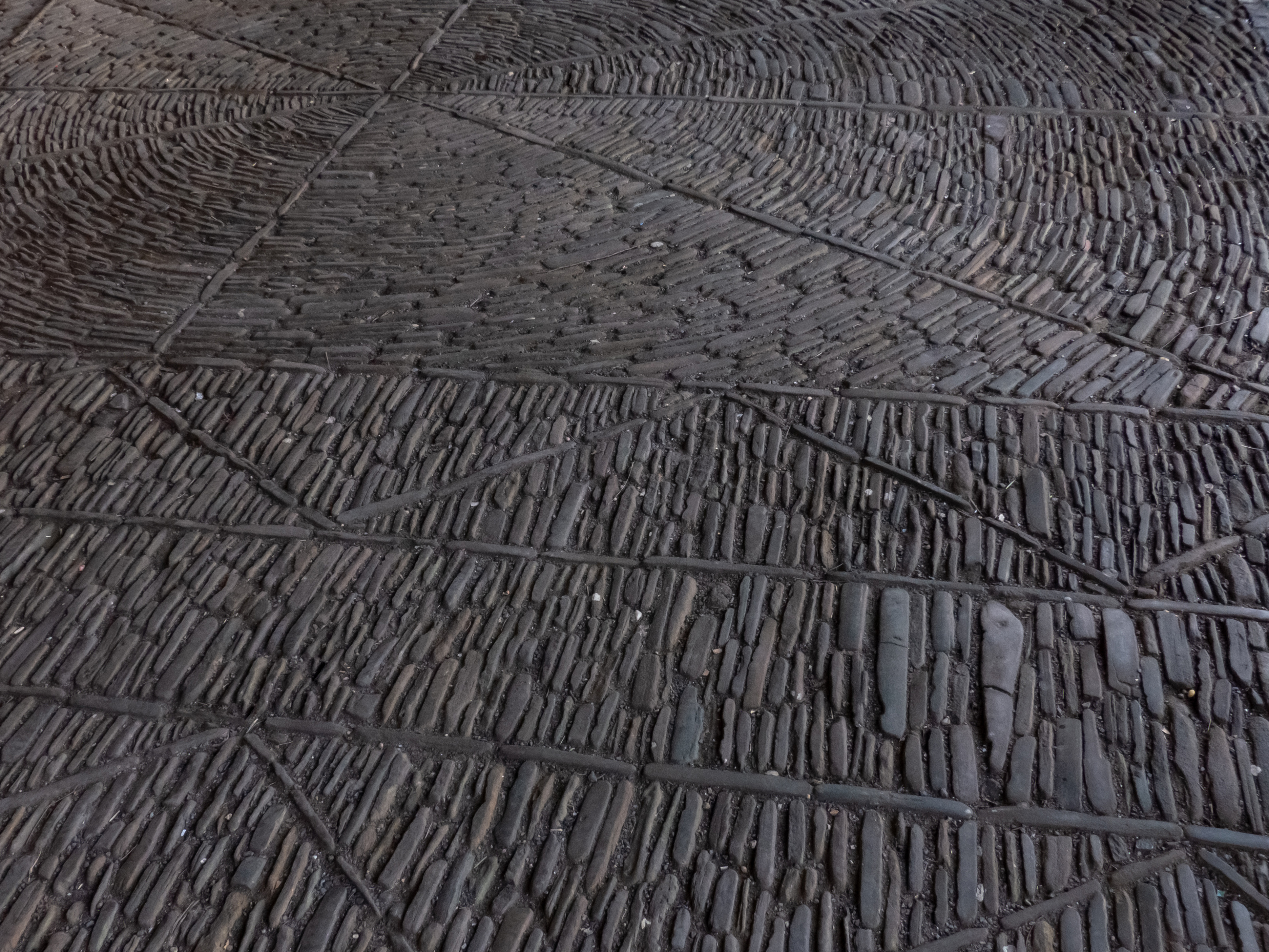
Dlažba v podloubí domu